# The Spider's Lullabye
The Spider's Lullabye är ett album av den danska musikern King Diamond. Det är dock inte ett helt konceptalbum, bara spår 7-10 utgör en historia. Skivan släpptes 1995.

## Låtlista
Texter av King Diamond. Musik angiven nedan.
1. "From the Other Side" – 3:47 (Diamond)
2. "Killer" – 4:14 (LaRocque)
3. "The Poltergeist" – 4:27 (Diamond)
4. "Dreams" – 4:37 (Diamond)
5. "Moonlight" – 4:30 (Diamond)
6. "Six Feet Under" – 4:02 (LaRocque)
7. "The Spider's Lullabye" – 3:40 (Diamond)
8. "Eastmann's Cure" – 4:30 (Diamond)
9. "Room 17" – 8:17 (Diamond)
10. "To the Morgue" – 5:00 (LaRocque)

## Medverkande
- Sång: King Diamond
- Gitarr: Andy La Rocque
- Gitarr: Herb Simonsen
- Bas: Chris Estes
- Trummor: Darrin Anthony